# Arvida
Arvida är ett fornnordiskt kvinnonamn som, liksom den maskulina formen Arvid, härstammar från namnet Arnvidh. Arnvidh är sammansatt av ord som betyder örn ('arn') och träd, skog ('vidher').
Den 31 december 2014 fanns det totalt 183 kvinnor folkbokförda i Sverige med namnet Arvida, varav 13 bar det som tilltalsnamn.
Namnsdag: saknas (1986–1992: 31 augusti)